# Crockerella constricta
Crockerella constricta é uma espécie de gastrópode do gênero Crockerella, pertencente à família Clathurellidae.